# Володимирівка (Олександрійський район)
Володимирівка — село (до 2015 року — селище) в Україні, у Петрівській селищній громаді Олександрійського району Кіровоградської області. Населення становить 1000 осіб.
27 січня 2015 року Кіровоградська обласна рада віднесла селище Володимирівка до категорії сіл.

## Природно-географічні умови
Село розташоване в південно-східній частині Олександрійського району в південно-східній частині Кіровоградської області. Село знаходиться біля міста Жовті Води (центр уранової промисловості України), розташоване на адміністративній межі з Дніпропетровською областю .

### Рельєф і гідрологічні умови
Село розташовується на південних схилах Придніпровської височини. Таке місцерозташування обумовлює дуже нерівний горбистий рельєф, навколо села знаходиться велика кількість балок і ярів.  [Архівовано 21 листопада 2020 у Wayback Machine.]
Така будова рельєфу веде до інтенсивного поверхневого стоку води в період сніготанення та зливових дощів, що сприяє змиву грунтів і утворенню активних форм глибинної ерозії (утворення ярів та промоїн).
Зволоження грунтів проходить в основному за рахунок атмосферних опадів.
Грунтові води залягають на глибині 18-25 метрів і на процес ґрунтоутворення та умови вирощування сільськогосподарських культур не впливають.
По дну балок грунтові води залягають на глибині 0,5-3 метра і беруть участь у зволоженні грунтів.
Підґрунтові води шкідливими солями не засоленні.

### Грунти
Чорноземи звичайні, середньо- та малогумусні.

### Клімат
Клімат району, на території якого знаходиться село, помірно-континентальний, посушливий з несталим зволоженням, холодними безсніжними зимами та жарким, а іноді й посушливим літом.
За багаторічними даними Криворізької метеорологічної станції середньорічна кількість опадів становить 430—520 мм, максимальна випадає у теплий період року (близько 70 %). Днів з опадами за рік 120—140, а помісячний розподіл їх не рівномірний.
Середня температура холодного періоду /січень — лютий/ коливається в межах -5˚ -6˚С, а середня температура теплого періоду / червень — серпень/ коливається в межах +18˚- +21˚С. Тривалість безморозного періоду 160—170 днів.
В окремі зими абсолютний мінімум досягає -34˚С, а в жарке посушливе літо абсолютний максимум досягає +38˚С. Ці явища свідчать про можливі випадки вимерзання озимих культур в безсніжні зими, та запалу від посухи  в жаркий період літа.
Зима — малосніжна. Середній сніговий покрив сягає 14 см. Сталий сніговий покрив установлюється в середньому 20 грудня і зникає 25 — 30 лютого. Промерзає найбільше на 76 см, в середньому на 48 см, а найменше — 26 см.
Панівними є північно-східні вітри. Це теплі, сухі вітри, що сприяють посиленню випаровування вологи з грунту і обумовлюють посуху.
Попри періодичні відхилення кліматичних умов і значну мінливість погоди, в цілому кліматичні умови сприятливі для вирощування с/г культур та їх високих врожаїв.

### Флора
Територія села лежить в степовій зонні. Тут поширена степова рослинність: типчак, ковила, пирій повзучий, ромашка, конюшина, сокирки, шавлія, гвоздика, тонконіг. В балках поширений очерет, жовтець, щавель кінський, подорожник. З лікарських рослин поширені: шипшина, спориш, деревій, пустинник, череда, чистотіл.
Особливу турботу викликає масове знищення захистних лісонасаджень.

### Фауна
У межах села трапляються вепр, сарна, заєць-русак, лисиця, куниця, ховрах, хом'як, а також перелітні птахи та інші тварини, характерні для даної фізико-географічної провінції. З плазунів є ящірка, гадюка степова, вуж звичайний.
У селі та його межах значне розмаїття птахів. Найбільшою групою птахів є горобині, до якої відносяться горобці, шпаки, синиці, ластівки, а також ґави, сороки, а також горлиця, яструб, дятел, жайворонок, перепел, фазан, куріпка сіра.

## Природно— економічні умови
Тов. «Агрофірма П'ятихатська» Олександрійського району Кіровоградської області організована в 1930 році (як радгосп). Територія землекористування його розташована в зоні північного правобережного Дніпровського Степу, Дністровсько-Дніпровська агрогрунтова провінція, Устинівсько — Софіївського агрогрунтового підрайону.
Центральна садиба Тов. «Агрофірма П'ятихатська»розміщена в с. Володимирівка за 18 км. Від смт. Петрове та за 2 км. від шосейної дороги Р74 Жовті Води — Кривий Ріг, повз село проходе дорога (Е50 -Т1215 -Т1210) Кропивницький — Олександрія — Кривий Ріг.
Основними пунктами здачі зерна, цукрових буряків та соняшника є станція Рядова Придніпровської залізниці, розташована на віддалі 10 кілометрів.
М'ясо та молоко агрофірма здає на молокозавод та м'ясокомбінат міст Жовті Води, Кривий Ріг, Світловодськ та Миколаїв.

### Населення
Згідно з переписом УРСР 1989 року чисельність наявного населення селища становила 1080 осіб, з яких 498 чоловіків та 582 жінки.
За переписом населення України 2001 року в селищі мешкало 1088 осіб.

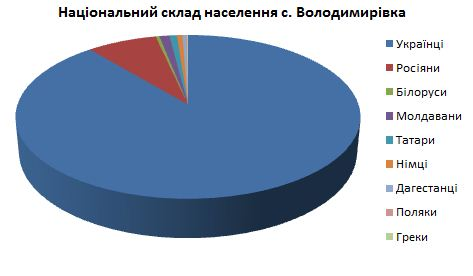
Національний склад населення

Господарських дворів — 361.

### Мова
Розподіл населення за рідною мовою за даними перепису 2001 року:
| Мова       | Відсоток |
| ---------- | -------- |
| українська | 92,65 %  |
| російська  | 6,62 %   |
| молдовська | 0,46 %   |
| білоруська | 0,09 %   |

## Історія
Найдавніші пам'ятки на території села — кургани доби бронзи (II тис. до н. е.) залишили кочові племена, але поселень на даній території не існувало. Село знаходиться далеко від водойми (за 4 км. від р. Жовтої, 5 км. від р. Зеленої та 12 км. від р. Інгулець).
В XIX — на початку XX ст. в межах села Ганнівка (за 4 км на схід) знаходилася економія пана Кочубея. В районі сучасної вулиці Ст. Конончука розташовувались кошари для овець, що випасалися в навколишніх степах.
Наприкінці 20-х років XX ст. в межах сучасного села було створено радгосп ім. Постишева та його центральну садибу. В центральній садибі радгоспу знаходилося декілька адміністративних будинків та хат працівників радгоспу. В основному працівники радгоспу проживали в с.  Ганнівка.
Наприкінці 1937 року радгосп було перейменовано. Він отримав назву «П'ятихатський».
Під час Другої світової війни бойові дії на території села не відбувалися.
Після війни починається заселення нашого села переселенцями із Західної України.
Відразу по війні у селі було відкрито початкову школу.
У 1950 році в селі починає діяти дитячий будинок. Діти, що проживали в дитбудинку після закінчення початкової школи продовжували навчання в хуторі Петровському, а діти місцевих жителів продовжували навчання в Ганнівській середній школі.

## Відомі люди
- Солтис Віктор Миколайович (1986—2020) — молодший сержант Збройних сил України, учасник російсько-української війни.

## Використані джерела
1. Екологічний портрет Кіровоградської області[2]
2. Кіровоградська область
3. Словник[7]
4. Карта Дороги України[3]